# Коефіцієнт стисливості пластової нафти
Коефіцієнт стисливості пластової нафти (англ. compression ratio of oil in place) — кількісна характеристика об'ємної пружності пластової нафти, що являє собою відношення відносної зміни об'єму пластової нафти за її ізотермічного стиснення (розширення) до приросту тиску Δp: ΔV/VоΔp де V0 — початковий об'єм.